# Angry Birds у кіно
«Angry Birds у кіно» (англ. The Angry Birds Movie) — американсько-фінський комп'ютерно-анімаційний фільм, знятий Фергалом Рейлі і Клеєм Кейтісом за мотивами однойменної серії відеоігор. Прем'єра стрічки в Україні відбулась 12 травня 2016 року.
Фільм розповідає про протистояння нелітаючих пташок з Пташиного острова і підступних свиней, що прибувши на острів, видають себе за друзів.

## Сюжет
На самотньому Пташиному острові, населеному пташками, червоний птах Ред поспішає на виклик в ролі клоуна для пташеняти. Але він спізнюється, до того ж зіпсувавши святковий торт, через що свариться із замовниками. Ті подають позов до суду і зухвалого Реда засуджують до проходження «Курсу тамування агресії».
Ред прибуває у центр білої пташки Матильди, де вже перебуває надміру активний і непосидючий жовтий Чак, заарештований через перевищення швидкості та кишенькове злодійство, червоний мовчазний громила Теренс і замкнутий чорний Бомб, що вибухає, коли наляканий, злий чи збентежений. Вони не ладнають одне з одним, що змушує Реда пригадати — в нього ніколи не було друзів. Тим часом до острова припливає корабель, зруйнувавши будинок Реда, що стояв на березі. На кораблі прибувають свині, Леонард і його старпом, роздаючи гостинці, та швидко дружаться з птахами. Леонард представляє птахам велетенську рогатку, якою можна закидати речі по всьому острову та навіть птахів (адже птахи цього острова не вміють літати).
Ред підозрює, що Леонард зі старпомом не такі добрі, як себе показують, коли з'являються інші свині. Він пробирається з Бомбом і Чаком на їхній корабель, де знаходить купу вибухівки й інших свиней. Та Леонард виправдовується, що не хотів наражати своїх побратимів на можливі небезпеки і суддя Пекінпа проганяє Реда, щоб той не псував стосунки з новими друзями птахів. Свині продовжують розважати жителів острова, за чим ніхто не помічає, що вони беруть що хочуть, а чим далі, тим прибувають все нові кораблі.
Заручившись допомогою Чака і Бомба, Ред вирушає за порадою до легендарного Могутнього Орла, єдиного птаха, здатного літати. Вони видираються на найвищу гору, однак при зустрічі з трійцею самозакоханий Орел тільки хвалиться своїми нагородами. Байдужість i пихатість героя примушують Реда замислитись над своєю поведінкою. Тим часом з гори Чак бачить як свині влаштовують щось і вирушає назад.
Пізно ввечері Ред, Чак і Бомб повертаються в селище. Всі інші птахи доти зібралися на влаштованій свиньми дискотеці, а самі свині розграбовують селище, викрадаючи пташині яйця. Чак прибігає на дискотеку попередити про лихо, а Ред з Бомбом намагаються залізти на корабель і забрати яйця назад. Але свині скидають їх у воду, наостанок підірвавши селище динамітом.
Наранок птахи усвідомлюють як свині їх обдурили. Пекінпа визнає, що несправедливо звинувачував Реда, котрий вигадує вирушити слідом за свиньми, збудувавши власний корабель. За слідом зі сміття птахи знаходять свинячий острів, де ті святкують свій грабунок. Але яйця сховані в замку посеред міста. Ред згадує про рогатку, птахи будують свою та запускають одні одних в напрямку замку. Орел, спостерігаючи за цим зі своєї гори, вирішує таки прийти на допомогу. Тим часом жодна з пташок так і не долетіла до замку. Зрештою сам Ред користується рогаткою і знаходить потрібний кут пострілу. Він пробивається в замок, а слідом Чак і Бомб. Розлючений король свиней, яким виявився сам Леонард Бруднобородий, посилає літаки закидати птахів вибухівкою, а під Теренсом рогатка ламається.
Реду разом з Чаком і Бомбом вдається пробратися в замок, де свині готуються зварити яйця, зануривши їх до чана з окропом. Ред єдиний дістається до сітки з яйцями, у цей момент на допомогу прилітає Могутній Орел. Він встигає відібрати всі пташині яйця і полетіти до пташиного острова.
Натомість одне яйце випадає і Ред лишається врятувати його. Через бійку з королем Ред падає в сховище динаміту. Тут він пригадує слова судді, що «не всі проблеми вирішуються агресією», i хитрощами відволікши Леонарда, підпалює вибухівку. Все свиняче місто вибухає, але Ред лишається цілим під перевернутим казаном, а з врятованого ним яйця вилуплюються пташенята (сині пташки з відеоігор).
Птахи повертаються на свій острів, де Ред запрошує інших птахів, що стали його друзями, в гості до відбудованого житла.

## У ролях
Мультфільм дубльовано студією «Le Doyen» на замовлення компанії «B&H Film Distribution» у 2016 році.
| Персонаж            | Оригінальне озвучення | Український дубляж   |
| ------------------- | --------------------- | -------------------- |
| Ред                 | Джейсон Судейкіс      | Володимир Зеленський |
| Чак                 | Джош Ґад              | Євген Кошовий        |
| Бомб                | Денні Макбрайд        | Юрій Крапов          |
| Матильда            | Майя Рудольф          | Олена Кравець        |
| Леонард Бруднобород | Білл Гейдер           | Богдан Бенюк         |
| Могутній Орел       | Пітер Дінклейдж       | Андрій Твердак       |
| Стела               | Кейт Маккінон         | Ганна Кузіна         |
| Суддя Клюволап      | Кіген-Майкл Кі        | Назар Задніпровський |
| Ерл                 | Блейк Шелтон          |                      |
| Ара                 | Ентоні Паділья        |                      |
| Булько              | Іан Хекокс            | Ярослав Кайда        |
| Росс                | Тоні Гейл             | Дмитро Бузинський    |
| Теренс              | Шон Пенн              |                      |
| Елла                | Маккенна Грейс        |                      |